# Pavement
Pavement – amerykańska grupa indierockowa, istniejąca w latach 90. Choć nie osiągnęła wielkiego sukcesu komercyjnego, do dziś jest postrzegana wśród słuchaczy indie rocka jako kultowa, a jej muzyka miała ogromny wpływ na wiele zespołów lat 90. Wymienia się ją również wśród najważniejszych wykonawców muzyki lo-fi. W 2010 Pavement ogłosił reaktywację, zapowiadając pojawienie się na najważniejszych letnich festiwalach muzycznych, w tym Open’er Festival w Gdyni. Basista grupy, Mark Ibold był także członkiem Sonic Youth (od 2008 roku).

## Skład zespołu
- Stephen Malkmus – wokal, gitara
- Scott Kannberg – gitara
- Mark Ibold – gitara basowa
- Steve West – perkusja
- Bob Nastanovich – różne

## Dyskografia

### Albumy studyjne
- Slanted and Enchanted (1992)
- Crooked Rain, Crooked Rain (1994)
- Wowee Zowee (1995)
- Brighten the Corners (1997)
- Terror Twilight (1999)

### Kompilacje i wznowienia
- Westing (By Musket & Sextant) (1993)
- Slanted and Enchanted: Luxe & Reduxe (2002)
- Crooked Rain, Crooked Rain: LA's Desert Origins (2004)
- Quarantine the Past: The Best of Pavement (2010)

### Minialbumy
- Slay Tracks (1933-1969) (1989)
- Demolition Plot J-7 (1990)
- Perfect Sound Forever (1991)
- Watery, Domestic (1992)
- Rattled by la Rush (1995)
- Pacific Trim (1996)
- Shady Lane EP (1997)
- Spit on a Stranger (1999)
- Major Leagues EP (1999)

### Single na CD
- Summer Babe (1992)
- Trigger Cut (1992)
- Cut Your Hair (1994)
- Haunt You Down (1994)
- Gold Soundz (1994)
- Range Life (1995)
- Dancing with the Elders (split z Medusa Cyclone) (1995)
- Father to a Sister of Thought (1995)
- Give It a Day (1996)
- Shady Lane Pt. 1 (1997)
- Shady Lane Pt. 2 (1997)
- Stereo (1997)
- Carrot Rope Pt. 1 (2000)
- Carrot Rope Pt. 2 (2000)

### Single na płytach gramofonowych
- Trigger Cut Plus Two 7" (1992)
- Trigger Cut 7" (1992
- Cut Your Hair 7" (1994)
- Haunt You Down 7" (1994)
- Gold Soundz 7" (1994)
- Rattled By The Rush 7" (1995)
- Father To a Sister of Thought 7" (1995)
- Pacific Trim 7" (1996)
- Stereo 7" (1997)
- Shady Lane 7" (1997)
- Spit on a Stranger 7" (1999)
- Major Leagues 7" (1999)
- Carrot Rope 7" (2000)

### Płyty DVD
- Slow Century (2002)

### Utwory na ścieżkach dźwiękowych i kompilacjach
- CMJ – "Debris Slide" (1991)
- Chemical Imbalance #6 – "My Radio" (1992)
- Volume 4 – "Greenlander" (1992)
- Born to Choose – "Greenlander" (1993)
- No Alternative – "Unseen Power of the Picket Fence" (1993)
- Rage In a Blanket – "Jayed Coins" (1994)
- Amateur – "Here" (1994)
- Hey Drag City – "Nail Clinic" (1994)
- Homeage – "It's a Hectic World" (1995)
- Factory July-Sept 1995 – "No Life Singed Her" & "Fillmore Jive"(1995)
- Schoolhouse Rock Rocks – "No More Kings" (1996)
- Brain Candy – "Painted Soldiers" (1996)
- I Shot Andy Warhol – "Sensitive Euro Man" (1996)
- Blender Vol. 1-4 CD-ROM – wywiad (1995)
- What's Up Matador – "Texas Never Whispers" & "Killing Moon" (1997)
- Tibetan Freedom Concert – "Type Slowly" (1997)
- Everything is Nice: The Matador Records Tenth Anniversary – "Stereo" & "Grounded" (1999)
- At Home with the Groovebox – "Robyn Turns 26" (2000)